# Hieracium floccilimbatum
Hieracium floccilimbatum es una especie de planta con flor del género Hieracium, de la familia Asteraceae, orden Asterales.

## Distribución
Hieracium floccilimbatum se distribuye por Islandia.

## Taxonomía
Fue descrita científicamente por (Dahlst.) Grontved.
Tratamiento taxonómico
La especie aparece registrada y publicada en Bot. Iceland.